# Северовостокзолото
Северовостокзо́лото (СВЗ) — советская и российская золотодобывающая компания. Полное наименование — Открытое акционерное общество «Северовостокзолото». Штаб-квартира — в Магадане.

## История
Была основана в 1957 году приказом № 29 Министерства цветной металлургии СССР как правопреемница упразднённого треста Дальстрой. Предприятия объединения занимались добычей золота, серебра, олова, вольфрама.
Максимальный ежегодный объём добычи золота был достигнут в 1974 году (83,2 т) за счёт вовлечения в эксплуатацию уникального по запасам Рывеемского месторождения, добыча серебра доходила до 200 т в год.
В начале 1990-х гг. часть предприятий вышла из состава объединения, а в 1995 году СВЗ было приватизировано с образованием открытого акционерного общества.
В настоящий момент компания добычей драгметалла не занимается, основным видом деятельности является сдача в аренду недвижимого имущества непроизводственного назначения, сдача в наём производственно-технического оборудования и машин, посреднические услуги.

## Структура
В состав объединения входило 32 предприятия с самостоятельным балансом, на которых работало около 100 тыс. человек: геологоразведочные экспедиции, строительные и торговые организации, пять машиностроительных заводов, два морских порта, автотранспортное и автодорожное объединения, два леспромхоза, Ванинский лесопромышленный комбинат, научно-исследовательские и проектные институты, а также сельскохозяйственные предприятия, техникумы. Деятельность СВЗ осуществлялась на территории всей Колымы, Чукотки и Камчатки.
Основными добывающими предприятиями СВЗ являлись — горно-обогатительные комбинаты: Полярнинский, Билибинский, Берелёхский, Дукатский, Тенькинский, Оротуканский, Сусуманский, Среднеканский, Карамкенский, Комсомольский, Ягоднинский; прииски: Отрожный, Экспериментальный, рудник им. Матросова.

## Руководство
С 1985 по 1995 год генеральным директором объединения «Северовостокзолото» являлся Валерий Брайко, впоследствии возглавивший Союз золотопромышленников России.